# Lake Elsinore
Pour les articles homonymes, voir Elsinore.
Lake Elsinore est une municipalité américaine du comté de Riverside en Californie, située à l'extrême sud-est du Grand Los Angeles. Lors du recensement de 2010, sa population est de 51 821 habitants.

## Géographie
La ville se situe sur l'axe autoroutier de l'I-15 reliant le Grand Los Angeles et San Diego. Limitrophe de la commune de Corona (Californie) au nord et de Murrieta au sud, elle séparée de la côte pacifique par les monts Santa Ana.
En 2010, la municipalité s'étend sur 41,69 milles carrés (107,98 km2), dont 5,48 milles carrés (14,19 km2) de plans d'eau.

## Histoire
La ville de Lake Elsinore a été fondée en 1888, à l'époque située dans le comté de San Diego.
Son histoire remonte à un village du peuple amérindien des Luiseño. Le site est documenté pour la première fois en 1797 par le père franciscain Juan Norberto de Santiago venant de la Mission San Juan Capistrano voisine.
Depuis les années 1980, profitant de sa proximité de l'agglomération de Los Angeles et du comté d'Orange, la ville a connu une forte croissance démographique.

## Démographie
| 1900 | 1910 | 1920 | 1930  | 1940  | 1950  |
| ---- | ---- | ---- | ----- | ----- | ----- |
| 279  | 488  | 633  | 1 350 | 1 552 | 2 068 |

| 1960  | 1970  | 1980  | 1990   | 2000   | 2010   |
| ----- | ----- | ----- | ------ | ------ | ------ |
| 2 432 | 3 530 | 5 982 | 18 285 | 28 928 | 51 821 |

## Personnalités liées à la ville
- Ford Beebe, le réalisateur du film Le Dernier des Mohicans résida à Lake Elsinore jusqu'à sa mort en 1978.
- Le tueur en série William Suff, condamné à mort en 1995, était aussi connu sous le surnom de Lake Elsinore Killer.
- Le boxeur Bobby Chacon y est mort le 7 septembre 2016.